# Блидиње језеро
Блидиње језеро је језеро у Федерацији БиХ, у Босни и Херцеговини. Налази се у дну Дугог поља, на надморској висини од 1.184 метара. Ово је највеће планинско језеро у Босни и Херцеговини. Налази се на 1.185 метара надморске висине. Дужина језера износи око 2,5 km, ширина око 2,1 km, а максимална дубина језера је око 3 метра. Просечна дубина језера је око пола метра. Површина језера је око 6 km². Језеро се првенствено напаја водом топљењем снега са околних планина, Врана и Чврснице. Прилаз језеру је преко градова Јабланице, или преко Посушја.
Језеро се налази на подручју општина Посушје и Томиславград.
Подручје око језера и језеро је 30. марта 1995. године проглашено парком природе.